# Internationaal kortfilmfestival van Clermont-Ferrand
Het internationale kortfilmfestival van Clermont-Ferrand is een jaarlijks kortfilm festival gehouden te Clermont-Ferrand.
Het werd voor het eerst gehouden in 1978 als een nationaal filmfestival in 1988 als internationaal filmfestival. Gedurende het festival kan men ook op een filmmarkt en documentatiecentrum (sinds 1981).